# Phagnalon kotschyi
Phagnalon kotschyi là một loài thực vật có hoa trong họ Cúc. Loài này được Sch.Bip. ex Boiss. miêu tả khoa học đầu tiên năm 1875.